# XL Bermuda Open 2004
L'XL Bermuda Open 2004 è stato un torneo di tennis facente parte della categoria ATP Challenger Series nell'ambito dell'ATP Challenger Series 2004. Il torneo si è giocato a Paget in Bermuda dal 19 al 25 aprile 2004 su campi in terra verde.

## Vincitori

### Singolare
Luis Horna ha battuto in finale  Martín Vassallo Argüello con il punteggio di 6–4, 4–6, 6–4

### Doppio
Jordan Kerr /  Tom Vanhoudt hanno battuto in finale  Ashley Fisher /  Stephen Huss con il punteggio di 4–6, 6–3, 7–6(6)